# 兵隊やくざ 大脱走
『兵隊やくざ 大脱走』（へいたいやくざ だいだっそう）は、1966年11月9日公開の日本映画。製作は大映。

## キャスト
- 大宮貴三郎：勝新太郎
- 有田上等兵：田村高廣
- 笹原弥生：大楠道代
- 青柳：成田三樹夫
- 笹原(弥生の父)：南都雄二
- 当番兵(一)：芦屋雁之助
- 当番兵(二)：芦屋小雁
- 黒沼軍曹：五味龍太郎
- 木部准尉：北城寿太郎
- 野辺地軍曹：千波丈太郎
- 柳田大尉：内田朝雄
- 朝倉中尉：仲村隆
- 長谷上等兵：藤山浩二
- 開拓団の男：寺島雄作
- 川部上等兵：伊達三郎
- 村上一等兵：橋本力
- 佐伯伍長：木村玄
- 高木伍長：堀北幸夫
- 清島見習士官：平泉征
- 下士官：浜田雄史
- 後藤一等兵：志賀明
- 佐藤兵長：勝村淳
- 石坂一等兵：薮内武司
- 早川上等兵：伴勇太郎
- 避難民の女：戸村昌子
- 母親：小柳圭子
- 兵Ａ：山岡鋭二郎
- 兵Ｂ：黒木英男
- 兵Ｃ：渡辺満男
- 兵Ｄ：大林一夫
- 片岡上等兵：上原寛二
- 歩哨：松田剛武
- 森内一夫
- 室井上等兵：竹内春義

## スタッフ
- 監督：田中徳三
- 企画：久保寺生郎
- 原作：有馬頼義
- 脚本：舟橋和郎
- 撮影：武田千吉郎
- 録音：大角正夫
- 照明：古谷賢次
- 美術：内藤昭
- 音楽：鏑木創
- 編集：山田弘
- 助監督：遠藤力雄
- 制作主任：吉岡徹

## 併映作品
- 『眠狂四郎無頼剣』